# Jean Contrucci
Jean Contrucci, né le 7 juin 1939 à Marseille, est un journaliste et auteur de romans policiers français.
Licencié ès Lettres, il commence sa carrière journalistique en 1966 à Provence-Magazine puis grand reporter au Provençal et correspondant du Monde de 1974 à 1994.

## Biographie
Jean Contrucci est né le 7 juin 1939 à Marseille. Après son service militaire et après avoir fait des études littéraires à Aix-en-Provence, il obtient une licence en Lettres. C'est en 1966 que Jean Contrucci commence à écrire lorsqu'il devient journaliste à Provence-Magazine. Il y travaille jusqu'en 1972, puis il devient journaliste au Soir avant d'écrire pour le journal Le Provençal de 1981 à 1997. De 1975 à 1995, il est également le correspondant du journal Le Monde à Marseille.
De 1987 à 2008, il occupe le poste de chroniqueur littéraire au journal La Provence et écrit ainsi de nombreuses critiques littéraires.
Au début des années 2000, il se lance dans l'écriture d'une série policière, Les nouveaux mystères de Marseille, un clin d'œil rendant hommage au roman d'Émile Zola. Le premier tome, L'Énigme de la Blancarde, parait en 2002.

## Œuvres

### Romans
- La Poisse
  - Nouvelles Éditions Baudinière, 1981
  - Adapté pour la télévision (France 2) sous le titre Pris au piège - Grand Prix International au Festival du film policier de Cognac 1993
  - Réédité sous le titre Pris au piège (Autres Temps - 2002)
- Comme un cheval fourbu
  - Belfond, 1984
  - Le grand Livre du Mois
- Un jour tu verras
  - Belfond, 1987
  - J'ai lu, no 2479, 2000
- La Cathédrale engloutie
  - Grasset, 1992
- La Ville des tempêtes
  - HC Éditions, 2016 Paru le 03/11/2016 -  (ISBN 9782357203105)
- N'oublie pas de te souvenir
  - Éditions Hervé Chopin 2019
- Les Voleurs de mémoire
  - HC 2022

### Romans de la sérieLes nouveaux mystères de Marseille
- L'Énigme de la Blancarde
  - éditions Jean-Claude Lattès, 2002

- La Faute de l'Abbé Richaud
  - éditions Jean-Claude Lattès, 2003

- Le Secret du Docteur Danglars
  - éditions Jean-Claude Lattès, 2004

- Double crime dans la rue bleue
  - éditions Jean-Claude Lattès, 2005

- Le Spectre de la rue Saint-Jacques
  - éditions Jean-Claude Lattès, 2006

- Les Diaboliques de Maldormé
  - éditions Jean-Claude Lattès, 2007

- Le Guet-apens de Piscatoris
  - éditions Jean-Claude Lattès, 2008

- Le Vampire de la rue des Pistoles
  - éditions Jean-Claude Lattès, 2009

- L'Inconnu du grand hôtel
  - éditions Jean-Claude Lattès, 2010

- La Somnambule de la villa aux loups
  - éditions Jean-Claude Lattès, 2011

- Rendez-vous au Moulin du Diable
  - éditions Jean-Claude Lattès, 2014

- L'Affaire de la Soubeyranne
  - éditions Jean-Claude Lattès, 2015

- La Nuit des blouses grises
  - éditions Jean-Claude Lattès, 2018

### Essais et documents
- Emma Calvé, la diva du siècle (biographie)
  - Albin-Michel, 1989
  - Le Livre de poche, 1994

- Ça s'est passé à Marseille (chroniques) – 5 volumes
  - Autre Temps, 1992-1998 - Grand Prix Littéraire de Provence.

- Et Marseille fut libérée...
  - Autres Temps, 1994

- Côtes méditerranéennes vues du ciel (album), sur des photos de Yann Arthus Bertrand
  - Le Chêne, 1997

- Marseille, 2600 ans d'histoire, écrit avec Roger Duchêne
  - Fayard, 1999

- Parle-moi de Marseille (à destination de la jeunesse)
  - Autres Temps, 1999

- Marseille au fil de la plume (livre d'art), sur des dessins de Guy Toubon
  - Atelier Vis-à-Vis, 2000.

- Bouches-du Rhône
  - Coll. Département-Poche - LEC édition, 2002

- "Le Gros Lot de l'Archiviste" - Nouvelle
  - Éditions du Comité du Vieux-Marseille, 2011

- La Vengeance du Roi-Soleil
  - éditions Jean-Claude Lattès, 2013

### Recueil de nouvelles
- Suite provençale
  - La Table Ronde, 1996 - Prix Louis Brauquier 1996 de l'Académie de Marseille

### Histoire
- Histoire de Marseille illustrée
  - Le Pérégrinateur éditeur, 2007

- 8, rue Mérentié - À la mémoire d’Eliane Sophie Plewman Marseille 9 décembre 1917 - Dachau 3 septembre 1944 (avec la collaboration de Jacques Virbel)
  - Mairie de Marseille éditeur, 2011